# Mobilité urbaine de Viseu
 (avril 2019).
La mobilité urbaine de Viseu ( MUV ) est un système de transport public de passagers situé dans la ville de Viseu, au Portugal. Le MUV succède à STUV, l’ancien service de transport de Viseu depuis 2010. Ce système est entré en service le 2 avril 2019.